# Hermann Brunnschweiler
Hermann Brunnschweiler (* 30. November 1879 in Hauptwil; † 15. November 1968) war ein Schweizer Neurologe.
Brunnschweiler promovierte 1912 bei Eugen Bleuler an der Universität Zürich mit einer Arbeit über Assoziationen bei organisch Dementen und wurde später habilitiert. Er war von 1939 bis 1943 Präsident der Schweizerischen Neurologischen Gesellschaft.